# Linaria simplex
Linaria simplex là một loài thực vật có hoa trong họ Mã đề. Loài này được (Link) DC. mô tả khoa học đầu tiên năm 1805.